# Rybák černohřbetý
Rybák černohřbetý (Onychoprion fuscatus) je středně velký druh rybáka ze skupiny tmavohřbetých rybáků rodu Onychoprion, žijící v tropických mořích celého světa.

## Popis
Rybák černohřbetý má ze všech rybáků rodu Onychoprion nejtmavší svrchní stranu těla. Temeno, proužek od zobáku přes oko, zadní strana krku, hřbet, svrchní strana křídel, kostřec a ocas (až na krajní pera) jsou černé, bílá je spodina těla a čelo. Bílý proužek od čela nezasahuje na rozdíl od dalších druhů za oko. Ocas je hluboce vykrojený, nohy a zobák jsou černé. Mladí ptáci jsou téměř celí černohnědí, bělavá je pouze spodní část břicha, spodní část křídel a krajní ocasní pera.

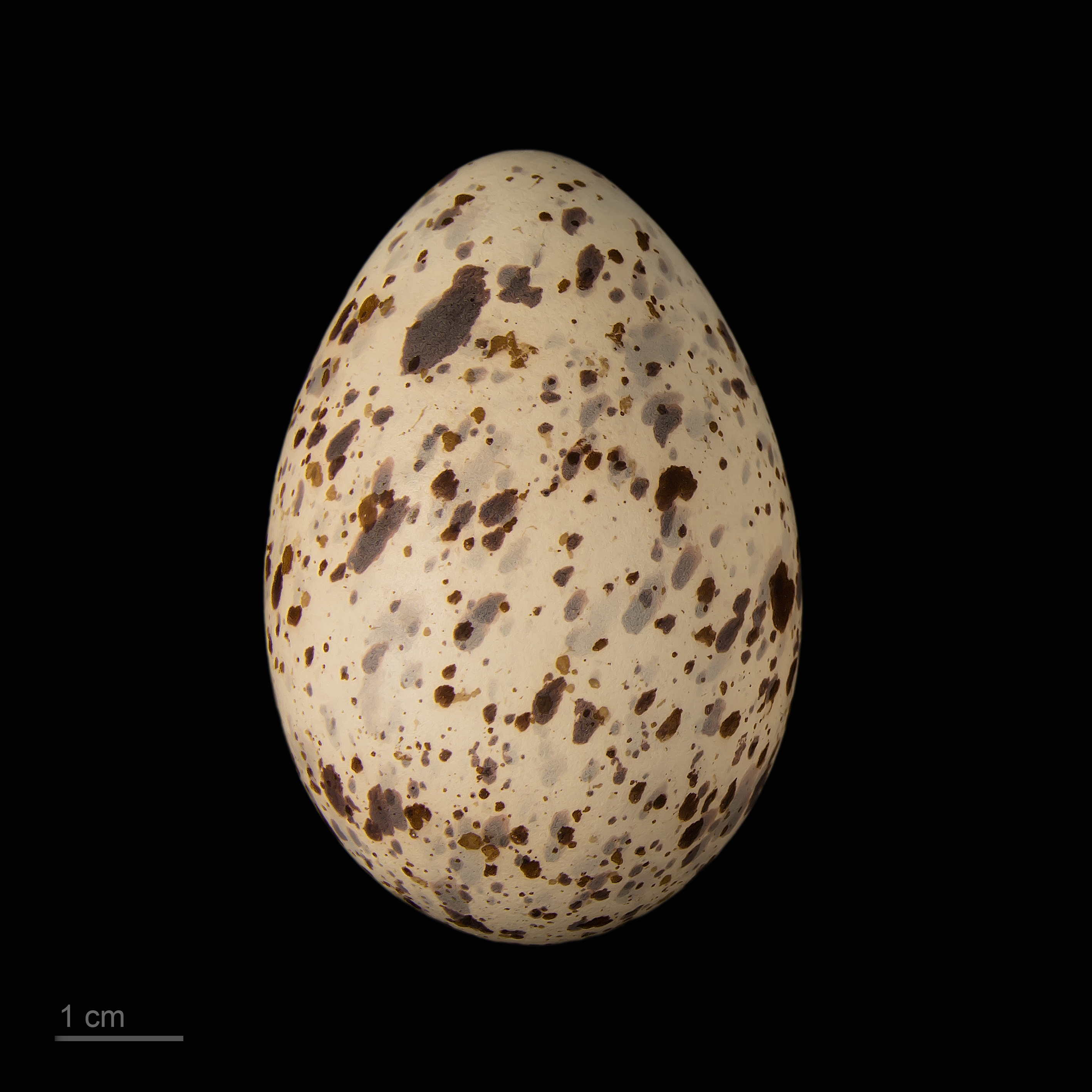
Onychoprion fuscatus

## Rozšíření

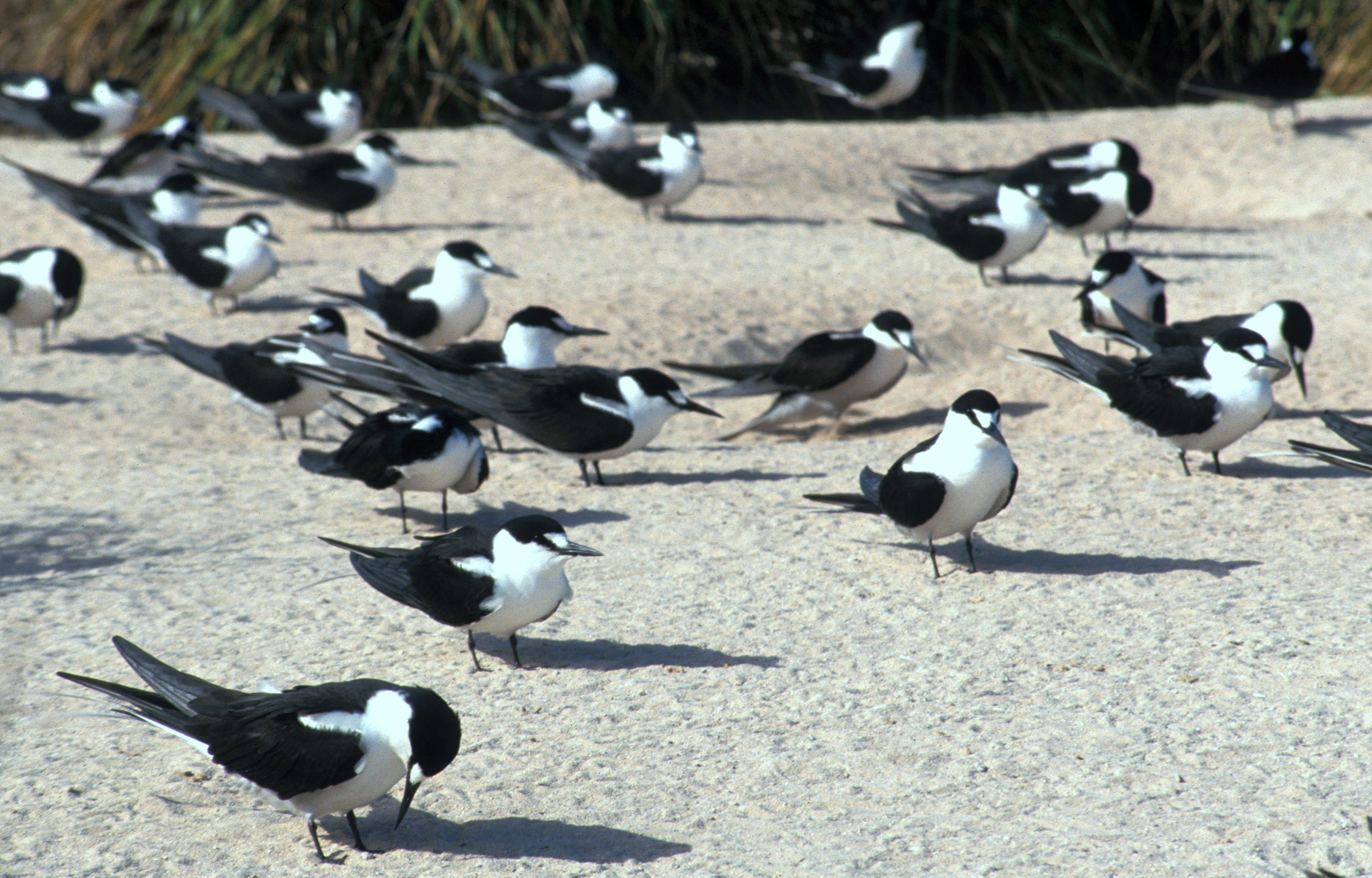
Kolonie rybáků černohřbetých na Kiribati

Rybák černohřbetý hnízdí v několika poddruzích v tropických mořích celého světa, často v obrovských koloniích:
- O. f. oahuensis hnízdí v tropickém severním Tichém oceánu
- O. f. crissalis hnízdí v Tichém oceánu na ostrovech u západního pobřeží Mexika na jih po Galapágy
- O. f. luctuosa hnízdí v Tichém oceánu na ostrovech u pobřeží Chile
- O. f. serrata hnízdí převážně v Tichém oceánu od západní a severní Austrálie na východ po Velikonoční ostrov
- O. f. kermadeci hnízdí na Kermadeckých ostrovech
- O. f. fuscata hnízdí v Atlantském oceánu od střední Ameriky po Guinejský záliv
- O. f. nubilosa hnízdí převážně v Indickém oceánu od Rudého moře a Perského zálivu na východ po Filipíny a Japonsko

Po vyhnízdění se rozptylují v tropických mořích, odkud je mohou hurikány zanést i dále mimo tropické vody; pozorováni bývají podél pobřeží Afriky, zalétli do řady zemí západní Evropy (Belgie, Dánsko, Francie, Itálie, Německo, Norsko, Portugalsko, Španělsko, Švédsko, Velká Británie). Celosvětová početnost druhu je odhadována na 21 až 22 miliónů jedinců.